# Emil Brandqvist
Emil Brandqvist (* 1981 in Halmstad) ist ein schwedischer Jazz-Schlagzeuger und Komponist aus Göteborg.
Brandqvist wuchs im Dorf Harplinge auf. Seine Musikstudien führten ihn auf das Sturegymnasiet in Halmstad, die Billströmska folkhögskolan auf Tjörn und die Universität Göteborg. 2012 schrieb er die Filmmusik für die schwedischen Spielfilme Bloody Boys und Vägen Hem. Zusammen mit Pianist Tuomas Turunen und dem Bassist Max Thornberg bildet er das Emil Brandqvist Trio. Das Debütalbum Breathe Out der Gruppe erschien 2013 beim Hamburger Label Skip Records.

## Diskografie (Auswahl)
- 2007: Emil Brandqvist Orkester: Små Rum
- 2013: Emil Brandqvist Trio & Sjöströmska String Quartet: Breathe Out
- 2015: Emil Brandqvist Trio: Seascapes
- 2016: Emil Brandqvist Trio: Falling Crystals
- 2018: Emil Brandqvist Trio: Within a Dream
- 2020: Emil Brandqvist Trio: Entering the Woods
- 2023: Emil Brandqvist Trio: Layers of Life
- 2024: Interludes[2]
- 2025: Emil Brandqvist Trio: Poems for Travellers[3]